# Potencjał elektrody
Potencjał elektrody, E – w elektrochemii, zgodnie z definicją IUPAC jest to siła elektromotoryczna ogniwa galwanicznego zestawionego z dwóch elektrod:
- po lewej stronie – standardowa elektroda wodorowa,
- po prawej stronie – elektroda, której potencjał jest definiowany.

Zgodnie z konwencją:
ECeli =  EPrawa − ELewa
Dlatego dla celi ze standardową elektrodą wodorową (potencjał przyjęty za 0 przez konwencję), jak ta opisana powyżej, otrzymuje się:
ECeli = EPrawa − 0 = EElektroda
Potencjały elektrodowe mierzy się w woltach.

## Pomiar

Schemat układu pomiarowego z trzema elektrodami

Potencjał elektrody mierzy się z użyciem trzech elektrod (zobacz schemat):
1. elektroda robocza,
2. elektroda pomocnicza,
3. elektroda odniesienia (standardowa elektroda wodorowa albo ekwiwalent – elektroda II lub III rodzaju).

W przypadku pomiaru potencjału przy niezerowym prądzie na elektrodzie, istotny jest punkt umieszczenia elektrody odniesienia (np. blisko powierzchni elektrody, z użyciem kapilary Luggina), przewodnictwo elektryczne elektrolitu itd., dobrane tak, aby spadek potencjału IR był mały.
Potencjał jest mierzony w układzie gdy dodatni terminal elektrometru podłączony jest do elektrody roboczej, a ujemny do elektrody odniesienia.

## Interpretacja
Potencjał pojawia się na granicy międzyfazowej pomiędzy elektrodą i elektrolitem z powodu przepływu jonów pomiędzy fazami, chemisorpcji jonów, oraz adsorpcji i orientacji polarnych molekuł (w tym molekuł rozpuszczalnika).
Potencjał ten jest zwykle interpretowany jako różnica potencjału elektrostatycznego (lub jego wartość ujemną) pomiędzy punktem wewnątrz elektrody oraz w punkcie w elektrolicie w pobliżu tej elektrody:
{\displaystyle E=\phi _{metal}-\phi _{elektrolit}.}
Mierzony potencjał elektrody może być:
- potencjałem równowagowym (odwracalnym). W szczególnym przypadku, może być potencjałem standardowym tej elektrody, albo
- potencjałem z niezerową reakcją netto na elektrodzie, ale zero prądem netto (np. korozja elektrochemiczna: potencjał korozji, potencjał mieszany), albo
- potencjałem z niezerowym prądem netto na elektrodzie (jak w korozji galwanicznej albo woltamperometrii).

Wartość potencjału elektrody niebędącej w równowadze zależy od natury i składu faz w kontakcie, ciśnienia, temperatury, oraz od kinetyki reakcji elektrodowych (zobacz równanie Butlera-Volmera).

## Konwencja znaku
Historycznie ukształtowały się dwie konwencje znaku potencjału elektrodowego:
1. Konwencja „Nernst-Lewis-Latimer” (nazywana również „amerykańską”);
2. Konwencja „Gibbs-Ostwald-Sztokholm” (nazywana również „europejską”).

W roku 1953 IUPAC w Sztokholmie jednogłośnie zarekomendował, że chociaż każda z dwu konwencji jest dozwolona, to tylko wielkość wyrażona według konwencji (2) powinna być nazywana „potencjałem elektrodowym”. Dla uniknięcia niejednoznaczności, można się do niej również odnosić jako „potencjał elektrodowy konwencji Gibbs-Sztokholm” (ang. Gibbs-Stockholm electrode potential).
W obu konwencjach, wartość SEM półceli odnoszona jest do standardowej elektrody wodorowej jako punktu zerowego.
Według konwencji (1), znak potencjału zdeterminowany jest znakiem zmiany wartości standardowej energii Gibbsa reakcji półceli. Reakcja ta przenosi wielkość nF pozytywnego ładunku elektrycznego przez granicę faz z lewej strony na prawą (tak jak pokazuje zapis na diagramie pólceli). Zależność ta to:
{\displaystyle \Delta G=-nFE.}
W konwencji (1) wartość SEM ma znak dwuwartościowy (eng. bivariant), tzn. odwrócenie reakcji elektrodowej (i diagramu) powoduje zmianę znaku ΔG oraz E, pomimo że polarność celi mierzona woltomierzem prądu stałego niekoniecznie ulega zmianie. Konwencja ta używana była (i czasem wciąż jest) do wyrażania anodowych potencjałów utleniania lub katodowych potencjałów redukcyjnych. Potencjały redukcyjne maja ten sam znak jak te wyrażone przy użyciu konwencji (2).
Według konwencji (2) (potencjał elektrodowy konwencji Gibbs-Sztokholm), znak potencjału zdeterminowany jest przez polarność terminalu półogniwa obserwowaną przy użyciu instrumentu do mierzenia potencjału DC względem standardowej elektrody wodorowej, gdy obwód jest zamknięty i zbalansowany (tak, że nie płynie w nim prąd). W konwencji (2), wartość SEM ma znak niezmienny (ang. invariant), tzn. zmiana kierunku nieskończenie małego prądu płynącego w obwodzie nie zmienia znaku wartości E. Jest tak, pomimo że ΔG jest dwuwartościowa (może przyjmować wartości ujemne lub dodatnie).
| Obserwowana polarność                                                             | +                                            | –                                         |
| Potencjał elektrodowy konwencji Gibbs-Sztokholm                                   | +                                            | –                                         |
| Potencjał redukcyjny konwencji Nernst-Lewis-Latimer                               | +                                            | –                                         |
| Potencjał utleniania konwencji Nernst-Lewis-Latimer                               | –                                            | +                                         |
| Opis potencjału                                                                   | szlachetny bardziej szlachetny mniej aktywny | aktywny mniej szlachetny bardziej aktywny |
| Kierunek prądu: galwanicznego elektrolitycznego                                   | katodowy anodowy                             | anodowy katodowy                          |
| Opis potencjału: w pracy baterii, w korozji itp. w polaryzacji, polarografii itp. | katodowy anodowy                             | anodowy katodowy                          |

Prąd katodowy to przepływ elektronów z elektrody do elektrolitu. Prąd anodowy to przepływ elektronów z elektrolitu do elektrody.